# Mahmoud Darwish
Mahmud Darwish (n. 13 martie 1941 — d. 9 august 2008) este un poet arab palestinian, considerat poetul-simbol al Palestinei arabe. 

## Biografie
Mahmud Darwish s-a născut la 13 martie 1941 în Al-Birwa, un sat situat în partea de vest a Galileei, în Palestina sub mandat britanic, într-o familie de arabi musulmani. În 1948, în urma luptelor dintre evrei și arabi în zonă, familia sa a fost forțată să se refugieze în sudul Libanului, satul lor fiind ulterior distrus de armata israeliană. Familia acestuia s-a reîntors în zonă doi ani mai târziu, stabilindu-se în Deir al-Asad, unde au trăit ca refugiați neînregistrați. Mahmoud Darwish își amintește acest moment astfel: "Nu ne-am putut întoarce în satul nostru, așa că am trăit ca refugiați într-un sat din nord, numit Deir al-Asad. Eram intitulați refugiați și am avut mari dificultăți în a obține un card de rezidență, pentru că intrasem ilegal - mai exact, am fost absenți din zonă atunci când israelienii au înregistrat populația palestiniană. Statutul nostru, conform legislației israeliene, era acela de "absenți prezenți", în alte cuvinte fizic prezenți, dar fără documente. Pământul nostru ne-a fost confiscat și am fost nevoiți să trăim ca refugiați."
Ulterior, familia s-a mutat în Haifa, unde au obținut o rezidență forțată, care nu le permitea să părăsească orașul. "Mi-a fost interzis să ies din Haifa timp de 10 ani. Din 1967 până în 1970 nu am avut voie să îmi părăsesc casa. Poliția avea dreptul de a veni noaptea pentru a se asigura că sunt în casă. În fiecare an am fost arestat și eliberat, fără a avea dreptul la un proces. Într-un final, am fost nevoit să plec."
După terminarea studiilor secundare în satul Kufr Yasif, Mahmud Darwish a aderat la Partidul Comunist Israelian Rakah, și a lucrat ca redactor pentru publicațiile partidului - Al-Itihad și Al-Jadid. În perioada 1961 - 1970 a fost arestat în repetate rânduri de către autoritățile israeliene, pentru ceea ce ele considerau a fi, activități subversive și ilegale.
În 1970 a plecat la Moscova pentru studii universitare, însă această primă vizită în străinătate l-a dezamăgit. "Am fost șocat de problemele cu care se confruntau oamenii în viața de zi cu zi. Ideea că Moscova este "un paradis pentru săraci", s-a evaporat din mintea mea, pentru că lucrurile nu erau deloc așa. Mi-am pierdut și idealurile legate de comunism, ceea ce m-a făcut să îmi pierd încrederea în marxism. Era o prăpastie imensă între realitate și ceea ce îmi imaginasem."
După un an de studiu la Universitatea din Moscova, a plecat la Cairo, aceasta fiind una dintre experiențele care aveau să îi marcheze parcursul literar. Acesta mărturisește că acesta a fost momentul în care a întrat într-o nouă eră a creației literare - de la un poet al rezistenței, cum era văzut în Palestina, la un poet care avea libertatea de a scrie pe orice subiect.
În 1973, Mahmud Darwish s-a mutat la Beirut, unde avea să rămână până în 1982, când a început războiul. În 1973, a aderat la Organizația pentru Eliberarea Palestinei (PLO), ceea ce a determinat ca autoritățile israeliene să emită o hotărâre prin care i se interzice intrarea în Israel, fiind suspectat de activități teroriste și subversive. La Beirut, a condus Centrul de Studii Palestiniene și a fost redactor-șef al revistei "Shu‘un Filastiniyya" (Probleme Palestiniene) și al revistei Al-Karmal. Deși a rezistat o perioadă sub ocupația israeliană a orașului, Darwish a părăsit Beirutul, după masacrul de la Sabra și Shatila, când a realizat că a rămâne în Beirut este "absurd și lipsit de sens".
Mahmud Darwish s-a mutat în Paris, oraș pe care l-a văzut ca aparținând poeților exilați, din toate colțurile lumii. În 1993, a demisionat din Comitetul Executiv al Organizației pentru Eliberarea Palestinei în semn de protest împotriva Acordului de pace de la Oslo.
În 1996, în urma permisiunii acordate de către autoritățile israeliene de a intra în teritoriile palestiniene, Mahmud Darwish se stabilește la Ramallah.
Darwish a fost căsătorit de două ori, mai întâi cu scriitoarea Rana Kabbani și ulterior cu traducătoarea egipteană, Hayat Hini, însă nu a avut copii Poetul a avut probleme cardiace, suferind un atac de cord în 1984 și două operații pe cord, în 1984 și 1998. 
Ultima sa vizită în Israel, a avut loc în 15 iunie 2007, când a participat la un recital de poezie la Auditoriul Muntelui Carmel din Haifa. Cu această ocazie, Darwish a criticat disputele violente dintre cele două partide politice palestiniene, Fatah și Hamas, în care a văzut un veritabil act kamikaze 
Pe data de 9 august 2008, Mahmud Darwish a încetat din viață la un spital din Huston (SUA) și a fost înmormântat în curtea Palatului Culturii din Ramallah, care a fost denumit după numele său.

## Cariera literară
Mahmud Darwish a publicat peste 30 de volume de poezie și 8 volume de proză. În 1965, acesta a stârnit reacții tumultuoase din partea publicului, recitând în Nazaret unul dintre primele sale poeme, intitulat “Bitaqat huwiyya” (Buletinul de Identitate). În câteva zile după acest eveniment, poemul devenise cunoscut în întreaga țară și chiar și peste hotare. Acesta a fost publicat în cel de-al doilea volum de poezie al lui Darwish, intitulat "Frunzele măslinilor" (haifa, 1964), refrenul acestui poem devenind un simbol al identității arabe: "Consemnează: sunt Arab."
Poezia palestiniană face adesea referire la Nakba și la tragediile ce au urmat acestui eveniment, care i-a deposedat pe palestinieni, alungându-i de pe pământurile lor. Anii '80 au marcat invazia Libanului de către trupele israeliene și începuturile primei Intifada în Cisiordania și Gaza. Mahmud Darwish face referire la aceste evenimente în poeziile cuprinse în volumul "Mai puțini trandafiri" (Fewer roses, 1986). 
Mahmud Darwish a câștigat nenumărate premii, lucrările sale fiind publicate în 20 de limbi străine. Una dintre temele centrale ale poeziei sale, face adesea referire la patrie și la locurile sale de origine, din Palestina. Poeta Naomi Shihab Nye se referea la Darwish precum "suflul esențial al poporului palestinian, un martor elocvent al exilului și al apartenenței..."

## Activismul politic

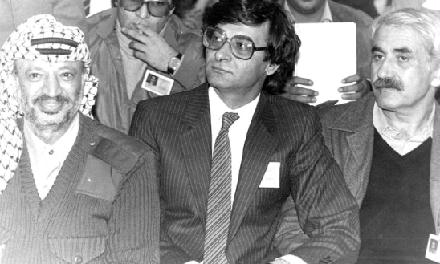
Yasser Arafat, Mahmud Darwish & George Habash, 1980

Darwish este văzut ca un simbol al culturii palestiniene. Cu toate că s-a exprimat adesea în opoziție cu politica statului Israel, acesta a respins orice acuzație de antisemitism. Toate volumele sale au fost scrise în arabă, iar unele au fost traduse și în ebraică. 
Mahmud Darwish a fost membru în Rakah, Partidul Comunist israelian, iar ulterior s-a alăturat Organizației pentru Eliberarea Palestinei din Beirut, fiind parte din aceasta până în 1993. 
De-a lungul vieții acesta nu a ezitat să critice atât politica israeliană cât și pe cea palestiniană. Cu toate acestea, Darwish a considerat întotdeauna că pacea poate fi instituită, afirmând: "Sunt răbdător și aștept ca în conștiința israelienilor să se producă o revoluție. Arabii sunt pregătiți să accepte Israelul cu tot cu armele sale nucleare - tot ce trebuie să facă este să își deschidă porțile fortăreței și să facă pace."
În 1988, unul dintre poemele sale, "Trecători printre cuvintele trecătoare", a fost citit în Knesset, Darwish fiind acuzat de faptul că dorește izgonirea evreilor din Israel, acuzație pe care acesta a negat-o mărturisind că facea referire la coloniștii israelieni din Cisiordania și Gaza: "Părăsiți pământul nostru/Țărmurile noastre, marea nostră/Grâul nostru, sarea noastră, rana noastră".

## Moartea
Mahmud Darwish a murit pe 9 August 2008 la vârsta de 67 de ani, la scurt timp după ce suferise o operație pe cord în Huston, Texas. Anterior operației, Darwish a solicitat în scris să nu fie resuscitat în cazul unui atac cerebral. 
În testamentul său, acesta a cerut să fi înmormântat în Palestina, mormântul acestuia fiind în Ramallah, lângă Palatul de Cultură. Președintele palestinian Mahmud Abbas a decretat trei zile de doliu în memoria lui Mahmud Darwish, la înmormântare participând și câțiva politicieni de stânga din Knesset.

## Opera poetică
În 1960, la vârsta de nouăsprezece ani, publică prima plachetă de versuri intitulată ‘Asāfīr bilā ’ağniha (Păsări fără aripi). Câțiva ani mai târziu, volumele sale de versuri Awraq az-zaytun (Frunze de măslin), publicat în 1964, și ‘Āšiq min Filastīn (Îndrăgostit de Palestina), publicat în 1966, au înregistrat un succes uriaș, aducându-i consacrarea ca poet la douăzeci și cinci de ani. 
De-a lungul vieții a publicat numeroase volume de poezii, toate dedicate dragostei sale față de Palestina: 
- ‘Asāfīr bilā ’ağniha (Păsări fără aripi) – 1960;
- ’Awrāq al-zaytūn (Frunze de măslin) – 1964;
- ‘Āšiq min Filastīn (Îndrăgostit de Palestina) – 1966;
- ’Ākhir al-layl (Sfârșitul nopții) – 1967;
- Yawmiyyat ğurh filastīnī(Jurnalul unei răni palestiniene) – 1969;
- Habībatī tanhad min nawmihā (Iubita mea se scoală din somn) – 1969;
- Al-kitābah ‘alā dhaw'i al-bunduqiyyah (Scriind la lumina puștii) – 1970;
- Al-‘asāfīr tamūt fī al-Ğalīl (Păsările mor în Galileea) – 1970;
- Matar na‘im fi kharif ba‘īd (Plouă mărunt într-o toamnă, departe) – 1971;
- Uhibbuki aw la uhibbuki (Te iubesc, nu te iubesc) – 1972;
- Ğundī yahlum bi-l-zanābiq al-baydā' (Un soldat visează la crini albi) – 1973;
- Muhāwalah raqm 7 (Încercarea numărul 7) – 1974;
- Tilka sūratuhā wa-hādā intihār al-‘āšiq (Acesta-i chipul ei, iar aceasta-i sinuciderea  iubitului ei) – 1975;
- Ahmad al-za‘tar – 1976;
- A‘rās (Nunți) – 1977;
- al-Našīd al-ğasadi (Imnul trupului) – 1980;
- Qasidat Bayrut (Odă Beirutului) – 1982;
- Madīh al-zill al-‘āli (Laudă umbrei înalte) – 1983;
- Hiya uġniyah, hiya uġniyah (E un cânt, e un cânt) – 1985;
- Ward aqall (Mai puțini trandafiri) – 1985;
- Ma’asāt al-narğīs, malhāt al-fidda (Tragedia narcisei, comedia argintului) – 1989;
- ’Arā mā ’urīd (Văd ce vreau) – 1990;
- Ahad ‘ašar kawkaban (Unsprezece planete) – 1992;
- Limādā tarakta al-hisān wahīdan (De ce ai lăsat calul singur?) – 1995;
- Sarīr al-ġarība (Patul unei străine) – 1998;
- Ğidāriyya (Murală) – 2000;
- Hālat hisār (Stare de asediu) – 2002;
- Lā ta‘tazir ‘ammā fa‘alta (Nu te scuza pentru ce ai făcut) – 2003;
- Ka-zahr al-lawz aw ’ab‘ad (Precum florile de migdal sau chiar mai mult) – 2005.
- M.Darwish, A letter from exile: a collection of poems, New Delhi, League of Arab States Mission, 1970

## Premii
- Premiul Lotus (1969; al Uniunii scriitorilor afro-asiatici
- Premiul Lenin pentru pacea intre popoare (1983; URSS)
- Cavaler al Ordinului Artelor și Literelor (1993; France)
- Premiul Fundației Lannan pentru Libertate culturală (2001)[17]
- Premiul Prințul Claus (2004)
- "Bosnian stećak" (2007)
- Cununca de aur a Festivalului de poezie de la Struga (2007)

## Traduceri în limba română
- Mahmud Darwish. 2009. Sunt arab. Poeme. Traducere din limba arabă și cuvânt înainte: George Grigore. Cluj-Napoca: Editura Kriterion. ISBN 978-973-26-0921-7